# Luc Dufour
Pour les articles homonymes, voir Dufour.
Luc Dufour (né le 13 février 1963 à Chicoutimi, Québec au Canada) est un joueur professionnel canadien de hockey sur glace.

## Carrière de joueur
Joueur dominant au niveau junior, il fut repêché par les Bruins de Boston avec lesquels il fit ses débuts professionnels lors de la saison 1982-1983. Il y connut une bonne saison recrue alors qu'il évoluait sur un trio en compagnie de Bruce Crowder et de Tom Fergus.
N'arrivant pas à obtenir un poste permanent avec les Bruins, il fut échangé aux Nordiques de Québec avant le début de la saison 1984-1985. Après 30 parties avec le club québécois, il fut échangé à nouveau. Cette fois, il se retrouva avec les Blues de Saint-Louis où il récolta 4 points en 23 parties. La saison suivante, il joua avec les Mariners du Maine dans la Ligue américaine de hockey. Ce fut sa dernière saison en Amérique du Nord, préférant aller jouer une dernière saison en Italie avant de se retirer du hockey.

## Statistiques
| Saison     | Équipe                   | Ligue      |     | Saison régulière | Saison régulière | Saison régulière | Saison régulière | Saison régulière |    | Séries éliminatoires | Séries éliminatoires | Séries éliminatoires | Séries éliminatoires | Séries éliminatoires |
| Saison     | Équipe                   | Ligue      | PJ  | B                | A                | Pts              | Pun              | PJ               | B  | A                    | Pts                  | Pun                  |                      |                      |
| 1978-1979  | Laval-Laurentides        | QAAA       | 38  | 30               | 28               | 58               | 71               | 8                | 6  | 9                    | 15                   | 12                   |                      |                      |
| 1979-1980  | Laval-Laurentides        | QAAA       | 42  | 33               | 33               | 66               | 70               | 2                | 2  | 3                    | 5                    | 2                    |                      |                      |
| 1980-1981  | Saguenéens de Chicoutimi | LHJMQ      | 69  | 43               | 53               | 96               | 89               | 4                | 1  | 2                    | 3                    | 8                    |                      |                      |
| 1981-1982  | Saguenéens de Chicoutimi | LHJMQ      | 62  | 55               | 60               | 115              | 94               | 20               | 12 | 19                   | 31                   | 26                   |                      |                      |
| 1982-1983  | Bruins de Boston         | LNH        | 73  | 14               | 11               | 25               | 107              | 17               | 1  | 0                    | 1                    | 30                   |                      |                      |
| 1983-1984  | Bears de Hershey         | LAH        | 37  | 9                | 19               | 28               | 51               | -                | -  | -                    | -                    | -                    |                      |                      |
| 1983-1984  | Bruins de Boston         | LNH        | 41  | 6                | 4                | 10               | 47               | -                | -  | -                    | -                    | -                    |                      |                      |
| 1984-1985  | Bears de Hershey         | LAH        | 6   | 1                | 1                | 2                | 10               | -                | -  | -                    | -                    | -                    |                      |                      |
| 1984-1985  | Express de Fredericton   | LAH        | 12  | 2                | 0                | 2                | 13               | -                | -  | -                    | -                    | -                    |                      |                      |
| 1984-1985  | Nordiques de Québec      | LNH        | 30  | 2                | 3                | 5                | 27               | -                | -  | -                    | -                    | -                    |                      |                      |
| 1984-1985  | Blues de Saint-Louis     | LNH        | 23  | 1                | 3                | 4                | 18               | 1                | 0  | 0                    | 0                    | 2                    |                      |                      |
| 1985-1986  | Mariners du Maine        | LAH        | 75  | 15               | 20               | 35               | 57               | 5                | 0  | 0                    | 0                    | 8                    |                      |                      |
| 1986-1987  | HC Auronzo               | Série A    | 34  | 35               | 40               | 75               | 52               | -                | -  | -                    | -                    | -                    |                      |                      |
| Totaux LNH | Totaux LNH               | Totaux LNH | 167 | 23               | 21               | 44               | 199              | 18               | 1  | 0                    | 1                    | 32                   |                      |                      |

## Honneur personnel
- 1982 : nommé dans la première équipe d'étoiles de la Ligue de hockey junior majeur du Québec.

## Transactions en carrière
- 25 octobre 1984 : échangé aux Nordiques de Québec par les Bruins de Boston avec un choix de 4e ronde (Peter Massey) lors du repêchage d'entrée dans la LNH en 1985 en retour de Louis Sleigher.
- 29 janvier 1985 : échangé aux Blues de Saint-Louis par les Nordiques de Québec en retour de Alain Lemieux.